# Religion punique
La religion punique est celle des habitants de Carthage et des régions qui ont été sous son influence dans le bassin occidental de la Méditerranée.
La religion punique a un substrat issu de la religion phénicienne, influencé par les croyances libyques autochtones à la Libye antique. 

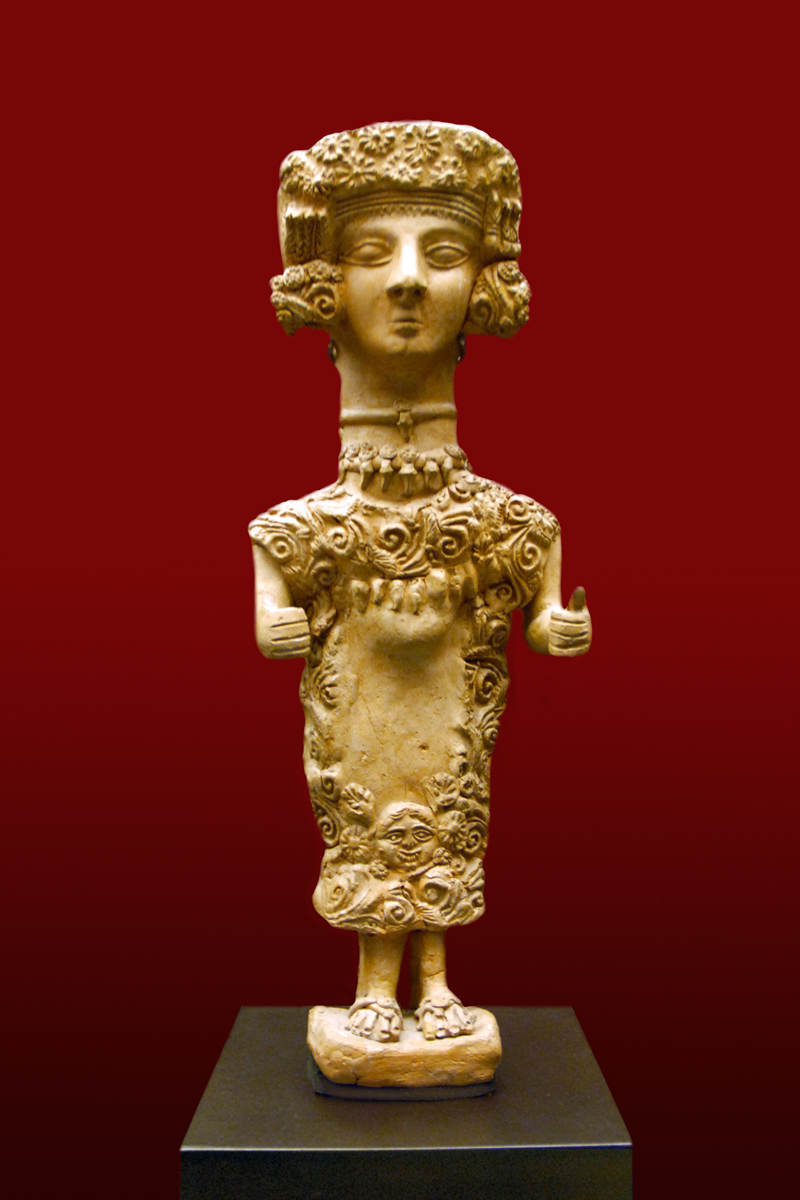
La „Dame d'Ibiza“, probablement la déesse Tanit, trouvée dans la nécropole punique de Puig des Molins à Ibiza.

Bien qu'issue de la religion phénicienne, de caractère profondément ouest-sémitique, des différences locales apparaissent dès la fondation de Carthage. Après la conquête de ces régions par la République Romaine aux IIIe siècle av. J.-C. et IIe siècle av. J.-C., les pratiques religieuses puniques ont continué ; elles auraient pu survivre jusqu’au IVe siècle. Comme avec la plupart des cultures antiques, la religion punique régissait la vie quotidienne des Carthaginois et il n’y avait pas de distinction entre les sphères religieuses et laïques.
La religion carthaginoise a fait l'objet de débats historiographiques en raison des accusations de monstruosité portées sur les rites de sacrifices d'enfants que mentionnent des sources antiques, de Diodore de Sicile à Tertullien, et que diverses découvertes archéologiques (nécropoles pour enfants) peuvent sembler étayer ; la question de leur réalité n'est toutefois pas tranchée.

## Histoire

### Expansion
Les cultes et leur pratique ont laissé des traces visibles dans les différentes colonies phéniciennes de Méditerranée occidentale, devenues carthaginoises, mais aussi chez les peuples entrés en contact avec cette civilisation, comme les Berbères de Numidie et de Maurétanie et les Ibères.[réf. nécessaire]

## Panthéon

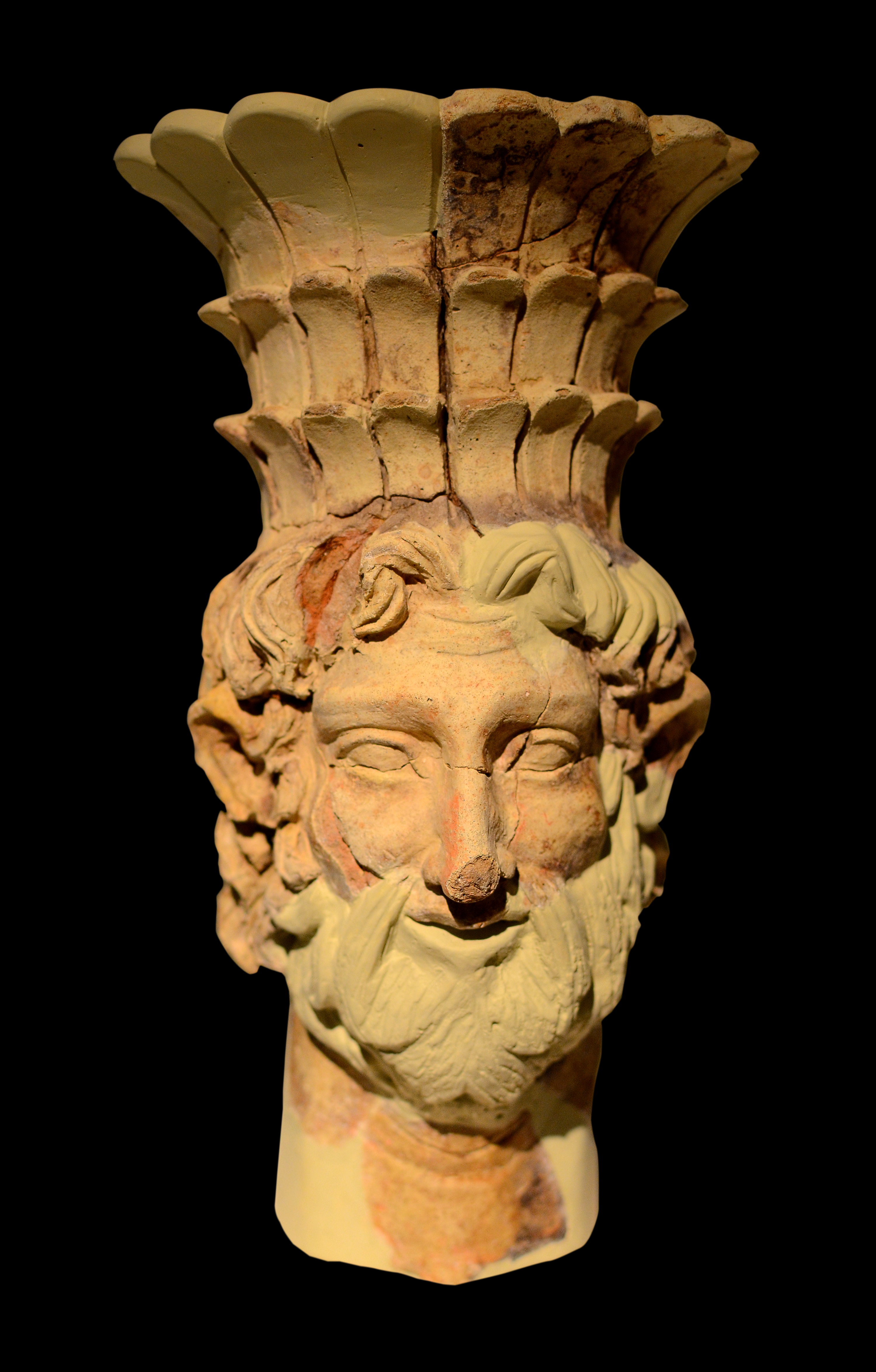
Brûle-parfum de Carthage représentant Ba'al Hammon avec une tiare à plumes, argile, musée national de Carthage.

La mythologie de Carthage est en grande partie héritée de celle des Phéniciens, et sa religion, malgré une transcription en latin ou en grec dans les sources antiques, garde tout au long de son histoire ce caractère profondément ouest-sémitique.
Le panthéon, fondé sur une base sémitique, évolue au cours du temps, souvent après une rencontre avec des traditions locales. De plus, certaines divinités acquièrent dans diverses colonies le caractère de poliade : Tinnit ou Tanit a pu être considérée comme la poliade de Carthage, Melkart jouant ce rôle à Gadès — lieu où il possédait un temple réputé — tout comme Sid (Sardus Pater à l'époque romaine) en Sardaigne. Le panthéon, qui possède un nombre relativement élevé de divinités, est dominé par Ba'al Hammon en Afrique du Nord et souvent accompagné de Tanit (face de Ba'al) comme parèdre. Ba'al et Tanit ont vraisemblablement acquis des caractères spécifiques en Afrique du Nord car, en Orient, les caractères de Ba'al diffèrent de ceux de la divinité carthaginoise alors qu'Astarté, qui était sa parèdre en Orient, semble plus effacée dans la sphère carthaginoise, même si son culte est avéré.
On observe donc une certaine continuité religieuse, les anciens dieux phéniciens étant toujours vénérés chez les Carthaginois, comme Astarté, déesse de la fécondité et de la guerre, Eshmoun, dieu de la médecine, et Melkart, dieu phénicien de l'expansion et de l'enrichissement de l'expérience humaine. Melkart adopte pour sa part des caractères du héros grec Héraclès. Ba'al Hammon, originaire de Phénicie, est aussi influencé par des apports égyptiens ; Ammon était connu en Libye et dans pratiquement toute l'Afrique du Nord, et il est assimilé à un dieu local dont la représentation était également un bélier.[réf. nécessaire]

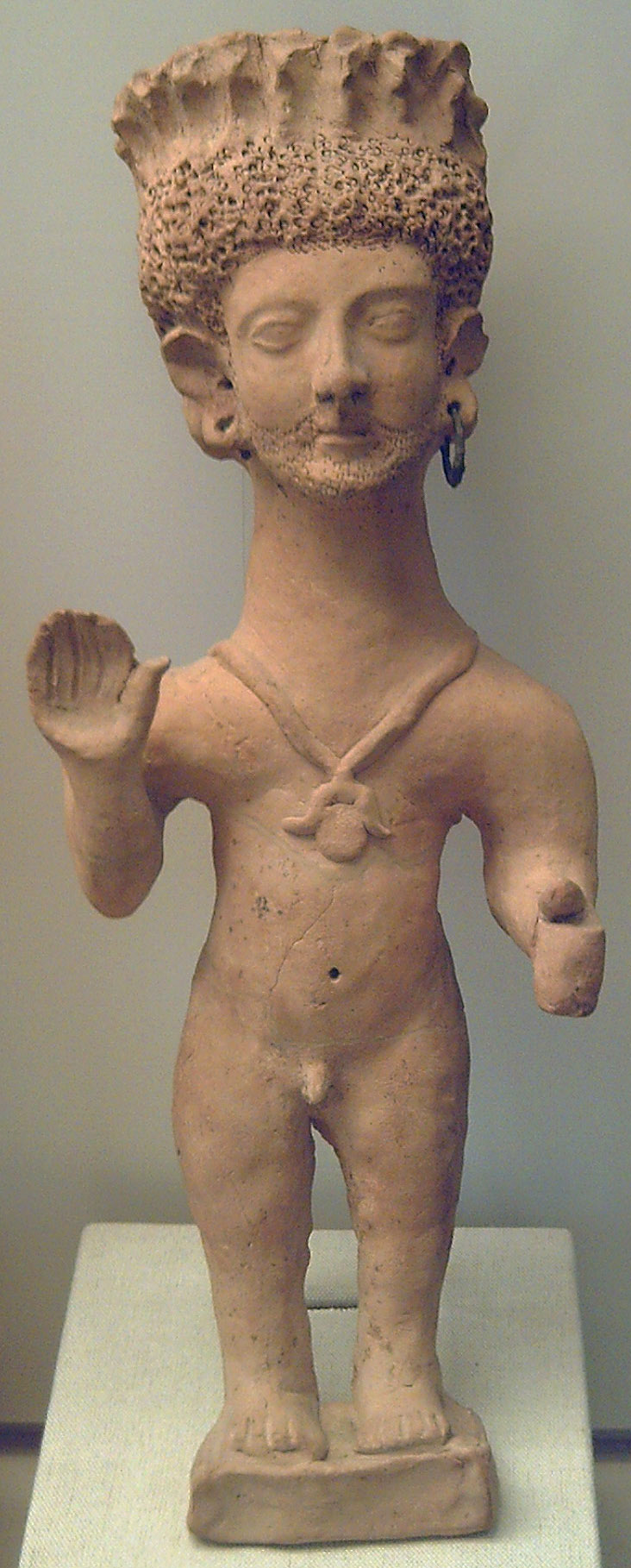
Statuette d'orant trouvée dans la nécropole de Puig des Molins (Ibiza) et exposée au musée archéologique national de Madrid.

Ce dieu et son culte étaient en relation avec le feu et le soleil. À l'époque romaine, le culte de Ba'al a adopté des traits de Jupiter, dieu majeur du panthéon romain. Il avait toujours cours à l'arrivée du christianisme. Enfin, au moins un culte grec, celui de Déméter et Coré, lié à la fertilité et à la moisson, apparaît dans la culture carthaginoise à l'occasion de la guerre gréco-punique. Selon Diodore de Sicile, lors du saccage du temple de ces déesses à Syracuse en 396 av. J.-C., des calamités s'abattirent sur l'armée carthaginoise. De ce fait, les autorités décidèrent l'introduction de leurs cultes afin que les divinités obtiennent réparation. Il existe également des indices d'un culte de la déesse égyptienne Isis. Les divinités du panthéon punique étaient particulièrement honorées aux moments importants de l'histoire, par exemple pour rendre grâce du succès d'une expédition maritime ou favoriser une entreprise militaire à venir[réf. nécessaire].

## Sanctuaires et rites
Les lieux de culte sont des constructions spécifiques ou des espaces aménagés. Plusieurs temples urbains ont été retrouvés dans des endroits divers ; leur emplacement n'obéissait donc pas à une règle précise. Ceux situés en bord de mer bénéficiaient de leur contact avec les étrangers (offrandes, ex-votos, donation, etc.) On a également découvert des sanctuaires dans des grottes[réf. nécessaire].

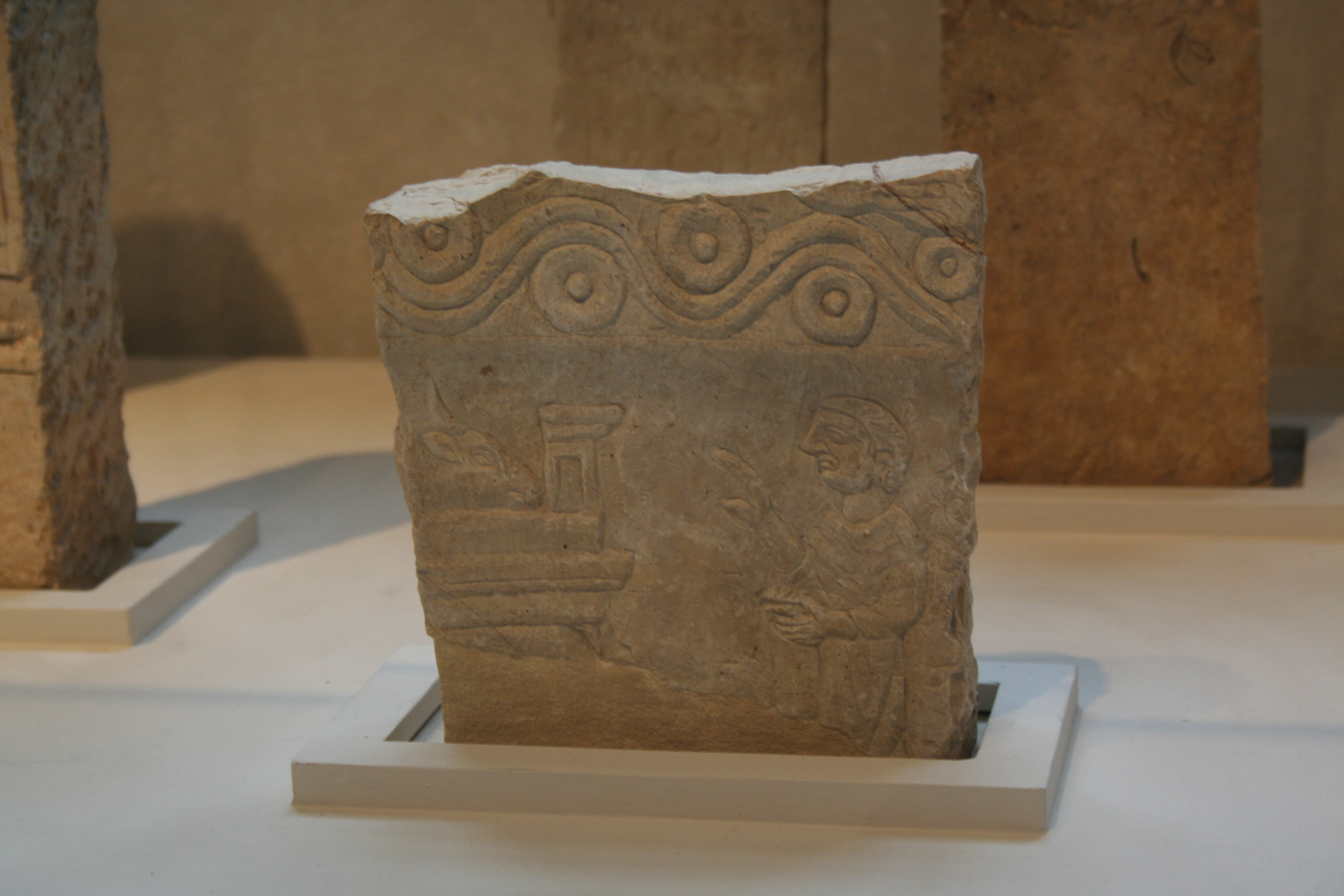
Scène religieuse représentée sur une stèle de Carthage déposée au musée du Louvre.

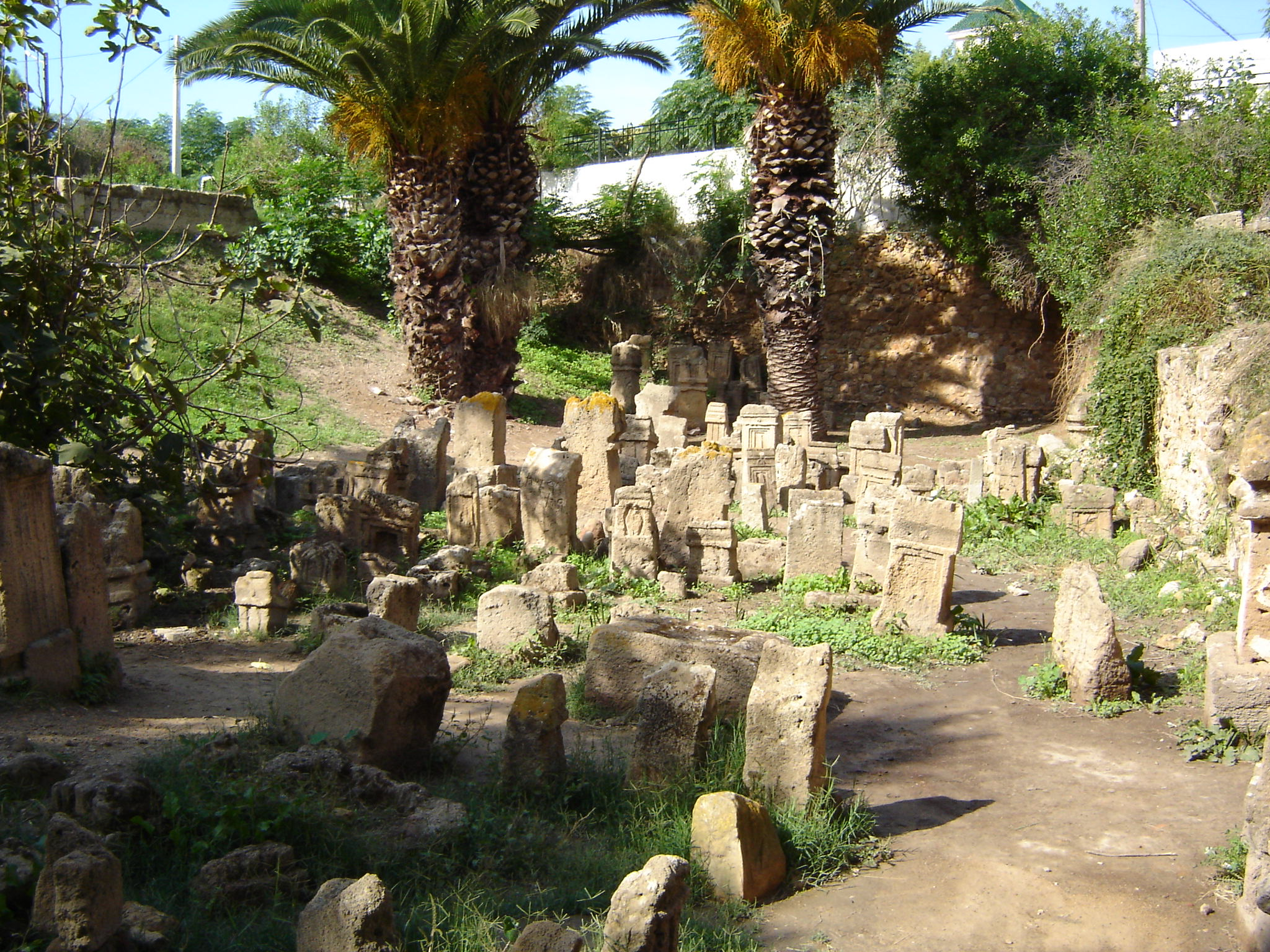
Vue d'une partie des stèles du tophet de Carthage.

La religion était une affaire d'État à Carthage ; même si les prêtres n'intervenaient pas directement dans la politique intérieure ou extérieure, ils jouissaient d'une grande influence sur une société profondément religieuse. Les cultes étaient structurés par une hiérarchie de prêtres dont les plus hautes fonctions étaient occupées par les membres des familles les plus puissantes de la cité. Toute une société semble avoir été attachée aux temples : serviteurs, barbiers, esclaves. Les fidèles pouvaient acheter des ex-voto dans des dépendances du lieu de culte. Dans un certain nombre de temples existait une prostitution sacrée, masculine et féminine, définitive ou seulement provisoire.
Les cultes jouaient un rôle économique important grâce aux offrandes (comme les viandes et autres denrées) aux dieux et aux prêtres. Le sacrifice avait aussi un poids significatif : des « tarifs » étaient définis pour chaque type de sacrifice en fonction de chaque demande, dont plusieurs exemples ont été conservés ; l'un d'entre eux est exposé au musée Borély de Marseille. Les sacrifices avérés dans ces documents sont variés : animaux, petits (oiseaux) ou grands (bœufs), mais aussi végétaux, aliments ou objets. Après le partage du produit du sacrifice entre divinité, prêtre et fidèle, une stèle était érigée en guise de commémoration.

La question du tophet est centrale dans la polémique, de par la faiblesse des sources qui fait la part belle aux interprétations les plus diverses. Il y eut notamment l'identification du tophet avec le rituel du moloch, relaté par les auteurs anciens comme étant un sacrifice d'enfants. Dans divers tophets, les archéologues ont retrouvé des stèles en grand nombre avec des ex-voto stéréotypés évoquant la réalisation d'un vœu ou un remerciement : 
« À la grande dame Tanit Péné Ba'al et au seigneur Baal Hammon, ce qu'a offert [un tel], fils d'[un tel], qu'ils [Ba'al] ou qu'elle [Tanit] entende[nt] sa voix et le bénisse[nt]. »
 Ces textes restent cependant peu explicites et surtout répétitifs. En dépit de sources antiques à charge, il faut relever l'absence d'indications dans certains des textes essentiels, comme Tite-Live. Ce silence peut surprendre car les Romains n'avaient aucun intérêt à cacher un argument qui aurait justifié le sort réservé à Carthage. Le débat, sur le sacrifice des enfants dans la civilisation punique n'est toujours pas tranché, la science ne décelant pas de causes violentes des décès d'après les ossements contenus dans les urnes, et ne pouvant donc pas dire si ce lieu était autre chose qu'une nécropole pour enfants.

## Religiosité populaire

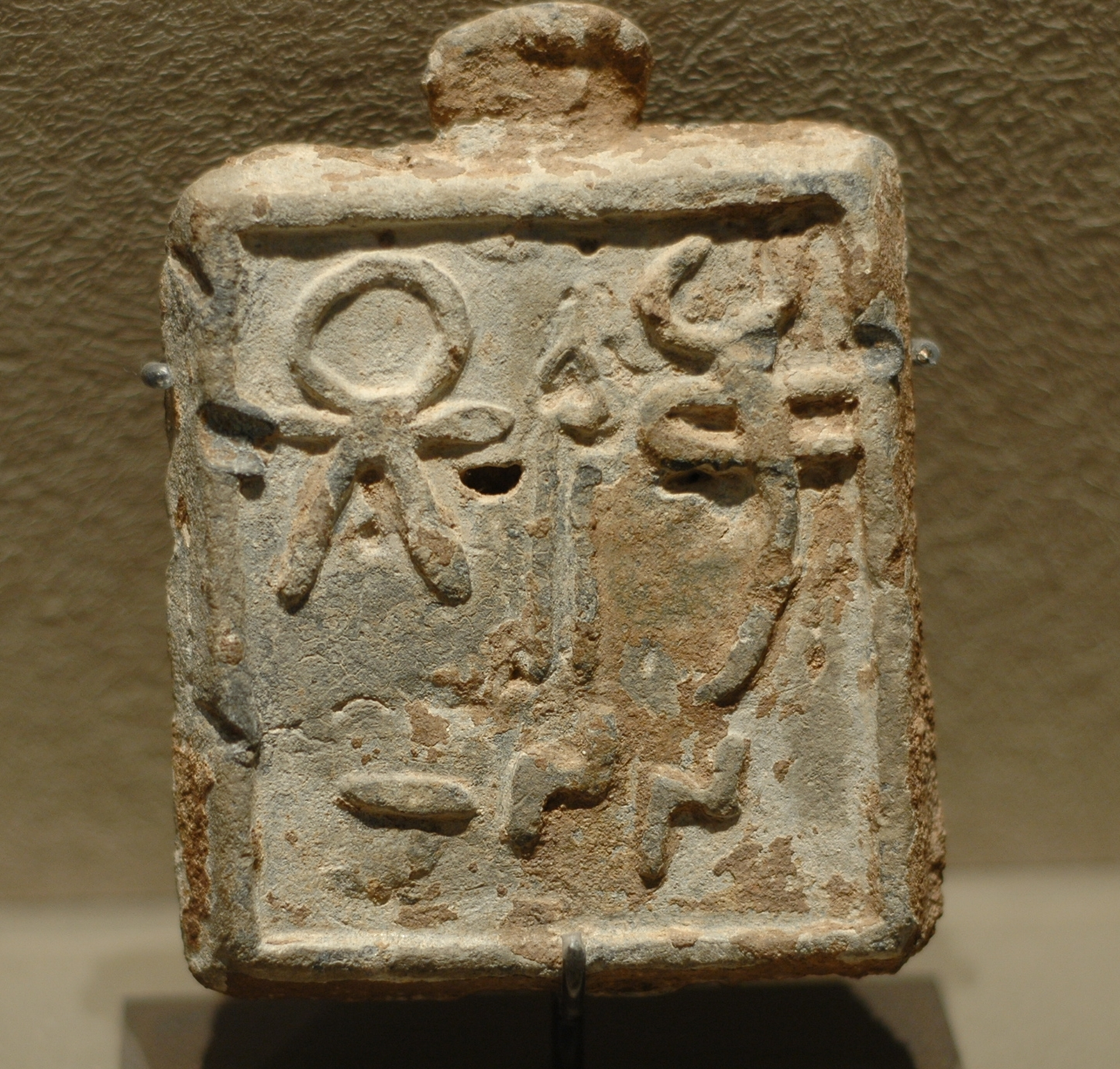
Poids carré en plomb portant le signe de Tanit,, Paris, musée du Louvre.

On note une différence entre la religion d'État et la croyance populaire, en raison des amulettes et autres talismans à des fins de protection contre les démons ou les maladies, révélant une forte influence égyptienne. De même, on remarque un culte des divinités égyptiennes, comme le dieu nain Bès, parmi les classes populaires. Ainsi, de nombreux objets retrouvés dans les fouilles avaient pour but la protection des vivants et des morts (masques, amulettes figurant Bès mais aussi rasoirs). La magie imprégnait la vie ; elle était blanche mais aussi noire afin d'écarter des rivaux potentiels.
Le culte des ancêtres était probablement observé au sein des foyers mais il reste relativement obscur. Des interdits alimentaires, en particulier celui du porc, eurent cours jusqu'au début du IVe siècle.
Les Puniques avaient foi en une vie après la mort, comme l'attestent des chambres mortuaires — même si l'incinération était aussi pratiquée — où les défunts préparés pour leur vie dans l'au-delà étaient accompagnés d'offrandes en nourriture et en boissons. Leur tombe était décorée comme une demeure et l'on parfumait le tombeau avant de le refermer. Certains morts étaient couchés selon le rite oriental alors que d'autres étaient en position fœtale, selon la tradition berbère, et enduits d'ocre, démontrant une influence locale sur la religion carthaginoise, au moins en Afrique du Nord. De même, on a retrouvé dans des tombes puniques aux îles Baléares des statuettes typiques de la culture locale[réf. nécessaire].

### Postérité
Des éléments de l'ancienne religion punique ont survécu jusqu'à nos jours, tels que la Khamsa une amulette en forme de paume de main populaire dans toute l'Afrique du Nord et au Moyen-Orient et couramment utilisée dans les bijoux et décorations murales,. Représentant la main droite ouverte, une image reconnue et utilisée comme signe de protection à de nombreuses reprises au cours de l'histoire, la  khamsa  est traditionnellement considérée comme une défense contre le mauvais œil et est souvent accompagnée de symboles de poisson ou de bélier en Tunisie.
En arabe tunisien moderne, il est d'usage d'invoquer Oumouk tangou ou Ommek Tannou ('Mère Tannou' ou 'Mère Tangou', selon les régions), les années de sécheresse pour apporter la pluie. De même, l'algérien, le tunisien et de nombreuses autres formes parlées de l'arabe se réfèrent à "l'agriculture Baali" pour désigner l'agriculture non irriguée. Un tel usage est attesté en hébreu, une langue cananéenne sœur du phénicien, déjà au IIe siècle de notre ère  Mishna.
De même, le Signe de Tanit est encore utilisé dans certains contextes en Tunisie. Il est par exemple apparu sur le Tanit d'or, le grand prix des biennales Journées cinématographiques de Carthage, depuis leur création en 1966,.
Selon Whitney Smith, l'Étoile et croissant est déjà utilisé sur les emblèmes, artefacts religieux et bâtiments de la Carthage punique. Lorsqu'il apparaît sur le drapeau ottoman, ce symbole est rapidement adopté par les autres pays musulmans comme symbole de l'islam, alors qu'il pourrait être à l'origine propre à la région. De même, le soleil se retrouve avec le croissant dans l'ancienne religion punique ; il est en particulier associé au signe de Tanit.

### Généralités
- Josette Elayi, Histoire de la Phénicie, éd. Perrin, Paris, 2013  (ISBN 9782262036621)
- Michel Gras, Pierre Rouillard et Javier Teixidor, L'Univers phénicien, éd. Arthaud, Paris, 1994  (ISBN 2700307321)
- Stéphane Gsell, Histoire ancienne de l'Afrique du Nord, tome IV « La civilisation carthaginoise », éd. Hachette, Paris, 1920
- Edward Lipinski [sous la dir. de], Dictionnaire de la civilisation phénicienne et punique, éd. Brepols, Turnhout, 1992  (ISBN 2503500331)

### Carthage
- Maria Giulia Amadasi Guzzo, Carthage, éd. PUF, Paris, 2007  (ISBN 9782130539629)
- Azedine Beschaouch, La Légende de Carthage, coll. « Découvertes Gallimard / Archéologie » (no 172), éd. Gallimard, Paris, 1993  (ISBN 2070532127)
- François Decret, Carthage ou l'empire de la mer, coll. Points histoire, éd. du Seuil, Paris, 1977  (ISBN 2020047128)
- Hédi Dridi, Carthage et le monde punique, Paris, Les Belles Lettres, 2006, 287 p. (ISBN 2-251-41033-3). .
- M'hamed Hassine Fantar, Carthage. Approche d'une civilisation, éd. Alif, Tunis, 1993
- Madeleine Hours-Miédan, Carthage, éd. PUF, Paris, 1982  (ISBN 2130374891)
- Serge Lancel, Carthage, Tunis, Cérès éditions, 1999, 643 p. (ISBN 9973-19-420-9).
- Serge Lancel, « Questions sur le tophet de Carthage », La Tunisie, carrefour du monde antique, éd. Faton, Paris, 1995
- Maurice Sznycer, « Carthage et la civilisation punique », dans Claude Nicolet, Rome et la conquête du monde méditerranéen, vol. 2 : Genèse d'un empire, Paris, Presses universitaires de France, 2001, p. 545-593.

### Art et catalogues d'expositions
- Élisabeth Fontan et Hélène Le Meaux [sous la dir. de], La Méditerranée des Phéniciens. De Tyr à Carthage, éd. Institut du monde arabe/Somogy, Paris, 2007  (ISBN 9782757201305)
- M'hamed Hassine Fantar, De Carthage à Kairouan. 2 000 ans d'art et d'histoire en Tunisie, éd. Association française d'action artistique, Paris, 1982
- Sabatino Moscati [sous la dir. de], Les Phéniciens. L'expansion phénicienne, éd. Le Chemin vert, Paris, 1989  (ISBN 2714423787)
- André Parrot, Maurice H. Chéhab et Sabatino Moscati, Les Phéniciens, coll. L'Univers des formes, éd. Gallimard, Paris, 2007
- Collectif, Carthage. L'histoire, sa trace et son écho, éd. Association française d'action artistique, Paris, 1995  (ISBN 9973220269)
- Collectif, « La Méditerranée des Phéniciens », Connaissance des arts, no 344, octobre 2007

### Archéologie
- Pierre Cintas, Manuel d'archéologie punique, éd. Picard, Paris, 1970 (tome 1)-1976 (tome 2 [posth.])
- Abdelmajid Ennabli et Hédi Slim, Carthage. Le site archéologique, éd. Cérès, Tunis, 1993  (ISBN 997370083X)
- M'hamed Hassine Fantar, Kerkouane, cité punique au pays berbère de Tamezrat, éd. Alif, Tunis, 2005  (ISBN 9973-22-120-6)
- Hédi Slim et Nicolas Fauqué, La Tunisie antique. De Hannibal à saint Augustin, éd. Mengès, Paris, 2001  (ISBN 285620421X)
- Collectif, « Carthage, sa naissance, sa grandeur », Archéologie vivante, vol. 1, no 2, 1968-1969
- Collectif, « La Méditerranée des Phéniciens », Connaissance des arts, no 344, octobre 2007
- Collectif, La Tunisie, carrefour du monde antique, éd. Faton, Paris, 1995
- Collectif, Pour sauver Carthage. Exploration et conservation de la cité punique, romaine et byzantine, éd. Unesco/INAA, Paris/Tunis, 1992  (ISBN 9232027828)